# Hadena purpurea
Hadena purpurea är en fjärilsart som beskrevs av Barnes och Mcdunnough 1910. Hadena purpurea ingår i släktet Hadena och familjen nattflyn. Inga underarter finns listade i Catalogue of Life.